# WWE Day of Reckoning 2
WWE Day of Reckoning 2 est un jeu vidéo de catch professionnel commercialisé en 2005 sur console Nintendo GameCube par THQ. Suite de WWE Day of Reckoning, le jeu offre des graphismes plus développé que son prédécesseur et offre ainsi plusieurs nouvelles fonctionnalités et accessibilités. WWE Day of Reckoning 2 est le tout dernier jeu GameCube et le premier de la WWE à mettre en scène The Rock et Stone Cold en tant que légendes. Dans son ensemble, le jeu a été bien accueilli par les critiques et rédactions.

## Système de jeu
Le jeu reprend là où s'était terminé le dernier opus. Le joueur (qui lutte à Raw) est en couple avec Stacy Keibler et a perdu sa ceinture de champion du monde au profit de Triple H. Triple H fait match nul contre Chris Jericho lorsqu'il abandonne au même moment où l'arbitre compte Y2J au sol pour le compte de trois. Eric Bischoff annonce alors que le titre est vacant et qu'il organise un tournoi pour déterminer le nouveau champion. C'est là que le joueur entre en scène en participant à ce tournoi. L'une des nouveautés de ce deuxième opus est la barre d'endurance. Il faut maintenant attaquer son adversaire tout en surveillant sa jauge d'endurance sous peine de ne plus pouvoir faire de mouvements basiques comme se lever, contrer, etc. Les soumissions ont aussi été travaillées. Le joueur possède maintenant quatre choix pour porter une prise de soumission incluant : taunt (diminution de l'état d'esprit de l'adversaire tout en portant la prise), submit (beaucoup de pression pour forcer l'abandon), drain (perte de l'endurance à l'adversaire, rest hold (récupération durant l'exécution de la prise).
Les saignements ont aussi été changés ; il existe désormais trois niveaux de saignements qui vont de la petite coupure à l'hémorragie. Chaque niveau de saignement provoque une perte et impossibilité de récupérer son endurance. Au niveau des combats, seul le Last Man Standing a été ajouté. C'est d'ailleurs le seul combat qui utilise les règles d'élimination lorsque le joueur est en Triple Threat ou Fatal 4 Way.

## Personnages
WWE Day of Reckoning 2 met à disposition 45 personnages jouables dont John Cena, Batista, Triple H, Big Show, Randy Orton, ainsi que des légendes telles que The Rock, Mankind, Stone Cold, Hulk Hogan et Bret Hart.

## Accueil
Le jeu est bien accueilli par l'ensemble des critiques et rédactions. Sur Metacritic, une moyenne générale de 76 %, basée sur 36 critiques, a été attribuée. Sur GameRankings, une note de 77,44 %, basée sur 56 critiques, a été attribuée. Killy, du site français Jeuxvideo.com attribue une moyenne de 14/20 expliquant que « Amusant, procurant du plaisir, et surtout terriblement accessible, il ne se prive pour autant pas de se laisser tomber dans la facilité de modes de jeu vus et revus ainsi que dans la mauvaise gestion de son gameplay. Des erreurs qui auraient pu être mises de côté simplement, étant tout bonnement issues du premier épisode. Malgré tout, il reste un bon souvenir de ce WWE DoR 2, qui reste crédible même en slip rouge. » Matt Casamassina, du site IGN attribue une note de 8,5/10 expliquant que « WWE Day of Reckoning 2 est le meilleur jeu à ce jour (2005) à viser la GameCube. »